# 炸彈小新娘
《爆彈小新娘》，為杉崎由綺琉創作的日本漫畫作品，於《月刊Ace Next》（月刊エースネクスト）連載，單行本共一冊。在2002年改編成電視動畫播放。

## 劇情簡介
岩城友紀是個國中三年级學生兼御姐控。某日，友纪的家中忽然来了一位自稱是友纪老婆的蘿莉「莉采兒」，讓友纪的生活掀起了一陣風暴！

## 登場人物

### 主要角色
岩城友紀（聲：山口勝平）
中學三年級生，是個御姐控，喜歡班導井端菜摘，因為老師即將結婚而受到打擊。雖然一開始經常對莉采兒發脾氣，但後來逐漸的喜歡上她。
莉采兒（聲：釘宮理惠）
是國家機密的DNA科技所製成的人工生命體，只要一哭就會引起爆炸。目前轉到友紀的班級，自稱是友紀的妻子。外表約12歲的少女，但其身體從十年前就停止生長，實際年齡其實比友紀還大。小時候兩人曾經見過面，也是讓友紀成為御姐控的原因。
聖本葵（聲：淺野真澄）
友紀的青梅竹馬兼同班同學。單戀著鳳凰院龍之介，曾經向他告白，但遭到拒絕。
鳳凰院龍之介（聲：鈴木千尋）
友紀隔壁班的同學。相貌俊俏、家境富有，因此十分受到女生歡迎。是個蘿莉控，認為12歲以上的女生都很老，有蒐集小熊內褲的愛好。對莉采兒有好感。後來體會到12歲少女終究是會長大的，轉變成御姐控。最後和年長他兩歲的八千草響子交往。
八千草響子（聲：田中理惠）
高中二年級生。中學三年級的時候因為兩次受到友紀幫助，而喜歡上了友紀。之後和鳳凰院龍之介聯合阻止友紀和莉采兒更進一步的關係，但在聯合當中反而逐漸對彼此產生好感。摘下眼鏡後性格會大變，有雙重人格。
井端菜摘（聲：永島由子）
友紀暗戀的美女班導。已經訂婚，並不知道友紀喜歡她。

### 相關親屬
爸爸A、爸爸B、爸爸C（聲：飯島肇、清水敏孝、松山鷹志）
莉采兒的乾爹。
媽媽A、媽媽B、媽媽C（聲：利田優子、岩城由奈、斎藤惠理）
莉采兒的乾媽。
岩城真理子（聲：斎藤惠理）
友紀的母親。
岩城憲司（聲：小泉豐）
友紀的父親。
犬吉／元氣（聲：栗山浩一）
流浪狗，後來被聖本葵收養。

### 其他人物
胡桃（聲：清水愛）

舞子（聲：青山桐子）

遙（聲：佐藤美佳子）

翔（聲：中村俊洋）

露克絲／蘿貝莉亞／蘭蘭／莉切拉（聲：釘宮理恵）
用莉采兒的DNA做的4個克隆人，露克絲美國製造，蘿貝莉亞義大利製造，蘭蘭中國製造，莉切拉俄羅斯製造。
露娜（聲：利田優子）

## 出版書籍
| 冊數 | 角川書店      | 角川書店               | 台灣角川      | 台灣角川               |
| 冊數 | 發售日        | ISBN                   | 發售日        | ISBN                   |
| ---- | ------------- | ---------------------- | ------------- | ---------------------- |
| 全   | 2002年3月22日 | ISBN 978-4-04-713490-4 | 2002年8月16日 | ISBN 978-986-799-342-7 |

## 電視動畫
獨立UHF局的『Anime Complex NIGHT』企劃，於2002年4月到6月（第1期）、同年10月至12月（第2期）、於UHF動畫上開始播出。1話大約12分鐘、全24話。

### 製作團隊
- 企劃 - ビーシーライツ
- 原作 - スギサキユキル（角川書店『角川Comic Ace』）
- 監督 - 松村やすひろ
- 助監督 - 高橋丈夫
- 系列構成 - 荒川稔久
- 人物設計・總作畫監督 - 大島美和
- 色彩設計 - 佐野ひとみ
- 美術監督 - 堀壯太郎
- 攝影監督 - 天花寺伸宏
- 編輯 - 田熊純
- 音響監督 - 龜山俊樹
- 音樂 - 佐橋俊彥
- 製作人 - 丸山正雄、酒井明雄
- 主要製作人 - 久米憲司
- 動畫製作 - MADHOUSE、IMAGIN
- 製作 - m.o.e.

### 主題曲
片頭曲
「はじめて♡しましょ!」
作詞 - 荒川稔久 / 作曲・編曲 - 佐橋俊彥 / 歌 - 釘宮理惠
片尾曲
「ほんきパワーのだっしゅ!」（#1 - 12、未放送）
作詞 - 荒川稔久 / 作曲・編曲 - 佐橋俊彥 / 歌 - 釘宮理惠
「ダンナさまへ♡」（#13 - 23）
作詞 - 荒川稔久 / 作曲・編曲 - 佐橋俊彥 / 歌 - 釘宮理惠

### 各話列表
| 話數  | 日文標題 | 中文標題                       | 腳本     | 分鏡                | 演出           | 作畫監督 |
| 第1期 | 第1期    | 第1期                          | 第1期    | 第1期               | 第1期          | 第1期    |
| ----- | -------- | ------------------------------ | -------- | ------------------- | -------------- | -------- |
| 1     |          | 突然！不請自來的小嬌妻         | 荒川稔久 | 松村やすひろ        | 松村やすひろ   | 廣田知子 |
| 2     |          | 獨占！大人的時間               | 荒川稔久 | 阿部雅司            | 高橋丈夫       | 服部憲知 |
| 3     |          | 目標！兩人一起進被窩           | 荒川稔久 | 林有紀              | 中島豊秋       | 花澤成江 |
| 4     |          | 大膽！我被擁抱了好高興喔！     | 荒川稔久 | 林有紀              | 中島豊秋       | 花澤成江 |
| 5     |          | 成功！一起去了                 | 荒川稔久 | オクノヒロユキ      | オクノヒロユキ | 山本直子 |
| 6     |          | S.O.S！危險的放學後            | 荒川稔久 | 武藏關太郎          | 清水一伸       | 廣田知子 |
| 7     |          | 情敵！巨乳女高中生             | 荒川稔久 | 大西景介            | 中島豊秋       | 花澤成江 |
| 8     |          | 拚命！合體五秒前               | 荒川稔久 | 大西景介            | 中島豊秋       | 花澤成江 |
| 9     |          | 初體驗！我擁抱了他             | 荒川稔久 | 阿部雅司            | 高橋丈夫       | 渡邊和夫 |
| 10    |          | 情書大混亂！左右為難的戀愛     | 荒川稔久 | 武藏關太郎          | 清水一伸       | 廣田知子 |
| 11    |          | 夏天！大海！目標是傳說之吻     | 荒川稔久 | 林有紀              | 中島豊秋       | 花澤成江 |
| 12    |          | 通往大人的門扉！第一次的C      | 荒川稔久 | 松村やすひろ        | 高橋丈夫       | 大島美和 |
| 第2期 |          |                                |          |                     |                |          |
| 13    |          | 哈呼♥用大人商品變身            | 荒川稔久 | 竹下健一            | 宍戶淳         | 渡邊和夫 |
| 14    |          | 拚命！初約會♥                  | 荒川稔久 | 中島豊秋            | 中島豊秋       | 花澤成江 |
| 15    |          | 老公別死啊！用認真的力量往前衝 | 荒川稔久 | 鄉敏治              | 高橋丈夫       | 原將治   |
| 16    |          | 修學旅行、往西行…誘惑之W約會？ | 筆安一幸 | 中島豊秋            | 中島豊秋       | 花澤成江 |
| 17    |          | 修學旅行、往西行…誘惑之W不倫？ | 江夏由結 | 松村やすひろ        | 清水一伸       | 原將治   |
| 18    |          | 修學旅行、往西行…誘惑之W換戰？ | 荒川稔久 | 高橋丈夫            | 中島豊秋       | 花澤成江 |
| 19    |          | 大人的C♥ 幼妻發生了什麼事      | 筆安一幸 | 宍戶淳              | 宍戶淳         | 原將治   |
| 20    |          | 肌膚之親！心跳滿百的初夜♥      | 荒川稔久 | 武藏關太郎          | 中島豊秋       | 花澤成江 |
| 21    |          | 赴往慾望之路！注入所有的愛！   | 荒川稔久 | 高橋丈夫            | 高橋丈夫       | 玉井公子 |
| 22    |          | 態度大變！就到此為止吧！       | 荒川稔久 | 宍戶淳              | 中島豊秋       | 花澤成江 |
| 23    |          | 一觸即發！美少女大亂戰♥        | 荒川稔久 | 松村やすひろ 野嵜綾 | 宍戶淳         | 原將治   |
| 24    |          | 開始♥♥♥來吧！                  | 荒川稔久 | 松村やすひろ        | 松村やすひろ   | 大島美和 |

### 播放電視台
| 播放地區 | 播放電視台 | 第1期播放日期          | 第2期播放日期             | 播放時間             | 放送系列  | 備註 |
| -------- | ---------- | ---------------------- | ------------------------- | -------------------- | --------- | ---- |
| 兵庫縣   | SUN電視台  | 2002年4月2日 - 6月25日 | 2002年10月8日 - 12月24日  | 星期二 24:00 - 24:15 | 獨立UHF局 |      |
| 神奈川縣 | tvk        | 2002年4月6日 - 6月29日 | 2002年10月12日 - 12月28日 | 星期六 24:45 - 25:00 | 獨立UHF局 |      |
| 埼玉縣   | 玉視       | 2002年4月7日 - 6月30日 | 2002年10月13日 - 12月29日 | 星期日 23:30 - 23:45 | 獨立UHF局 |      |
| 千葉縣   | 千葉電視台 | 2002年4月7日 - 6月30日 | 2002年10月13日 - 12月29日 | 星期日 23:30 - 23:45 | 獨立UHF局 |      |

## 多媒體商品
DVD
全卷由波麗佳音、m.o.e.label發售。
1. PCBG-50295
2. PCBG-50296
3. PCBG-50297
4. PCBG-50298
5. PCBG-50326
6. PCBG-50327
7. PCBG-50328
8. PCBG-50329

Blu-ray BOX
由波麗佳音於2013年3月20日發售。

## 外部連結
- 官方網站（日語）